# Take My Hand
"Take My Hand" é uma canção escrita por Dido e Richard Dekkard.
Em 2004 a canção foi mudada e interpretada pelo DJ Darren Tate e alcançou a vigésima terceira posição na tabela musical UK Singles Chart. A cantora Dido não providenciou vocais na faixa, foram apenas feitas por Andrea Britton. Esta versão mistura muito os instrumentos electrónicos e obtém um ritmo diferente.

## Faixas e formatos
1. Take My Hand (Edição de rádio) 3:19
2. Deliverance (12" Edição) 5:13
3. Take My Hand (12" Edição de CD com vocais) 6:00
4. Take My Hand (Piece Process Remix 12" Edit) 5:22